# Pugilato ai Giochi della IV Olimpiade
Le competizioni di pugilato dei Giochi della IV Olimpiade si sono svolte al Northampton Institute a Clerkenwell, Londra il 27 ottobre.

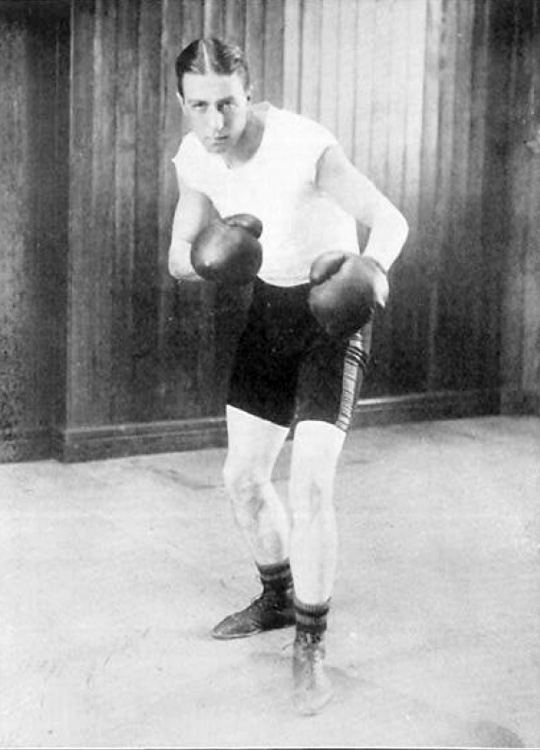
Johnny Douglas, medaglia d'oro nei pesi medi

Le competizioni di tutte le cinque categorie previste si svolsero nello stesso giorno, l'organizzazione delle gare fu a carico della Amateur Boxing Association of England, con regolamento basato sulle regole del marchese di Queensberry. Ogni combattimento si svolgeva su tre round, i primi due duravano tre minuti e il terzo ne durava quattro.
In competizione vi furono quasi esclusivamente britannici che infatti si aggiudicarono 14 delle 15 medaglie in palio. L'unico premiato non britannico fu l'australiano Reginald Baker, sconfitto in finale dal britannico John Douglas. La sconfitta fu controversa tanto che in seguito si sostenne che a fronte di un pareggio il primo giudice di gara, che era il padre di Douglas, avesse favorito il figlio. In realtà il padre di Douglas, in qualità di presidente della federazione britannica, era solamente incaricato del conferimento delle medaglie.

## Podi
| Evento                  | Oro            | Argento        | Bronzo        |
| Pesi gallo (dettagli)   | Henry Thomas   | Johnny Condon  | Wally Webb    |
| Pesi piuma (dettagli)   | Richard Gunn   | Charley Morris | Hugh Roddin   |
| Pesi leggeri (dettagli) | Fred Grace     | Fred Spiller   | Harry Johnson |
| Pesi medi (dettagli)    | Johnny Douglas | Snowy Baker    | William Philo |
| Pesi massimi (dettagli) | Albert Oldman  | Sid Evans      | Frank Parks   |

## Medagliere
| Posizione | Paese       |   |   |   | Totale |
| --------- | ----------- | - | - | - | ------ |
| 1         | Regno Unito | 5 | 4 | 5 | 14     |
| 2         | Australasia | 0 | 1 | 0 | 1      |
| Totale    | Totale      | 5 | 5 | 5 | 15     |